# Tuchtroede

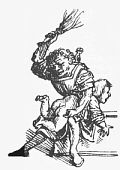
Middeleeuwse tekening van een opvoedkundige lijfstraf met de berkenroede.

Een tuchtroede is een roede (vaak daartoe verkort, of verder afgekort tot roe), bestemd als instrument om lijfstraffen toe te dienen.

## Typen en gebruik
De specifieke betekenis van roede is hier eigenlijk een bundel soepele takken of forse twijgen, zoals in het Romeinse fasces-symbool (met bijl voor executie) te zien (niet enkel symbolisch, ook heel tastbaar aangewend). Soms specificeert men de plant waarvan takken gebruikt worden, zoals berkenroede. Het synoniem geselroede drukt de analogie uit met de gesel, een eveneens meervoudig strafwerktuig, dat echter soepele 'staarten' (meestal van koord of leder) heeft en dus tot de zwepen behoort.
Elke slag met de 'echte' roe dient in een fractie van een seconde een serie parallelle striemen toe; hoewel de kracht van de slag zo verdeeld wordt, blijft de impact gelet op de kleine totale oppervlakte intens genoeg om in regel meer schade aan te richten dan een enkele stok. Om efficiënt te zijn − bijzonder pijnlijk, niet zelden tot bloedens toe − wordt de roede op de blote huid toegediend, meestal op het achterwerk; het ontbloten van het zitvlak (zoals voor manuele billenkoek, geassocieerd met jonge kinderen) garandeert tevens intense vernedering, zeker indien publiekelijk ondergaan.

## Andere betekenissen
Toch wordt de term roede ook vaak in ruimere zin gebruikt voor enkelvoudige strafwerktuigen, zoals een stok of staf (voor stokslagen).
In overdrachtelijke zin wordt 'de roe' ook gebezigd als generische term voor elk strafinstrument, ongeacht materiaal en constructie, en bij metonymie voor elke lijfstraf of zelfs voor elke strenge straf, vooral in uitdrukkingen zoals "de roede niet sparen' (lijfelijk straffen of niet aarzelen streng te straffen).

## Geschiedenis

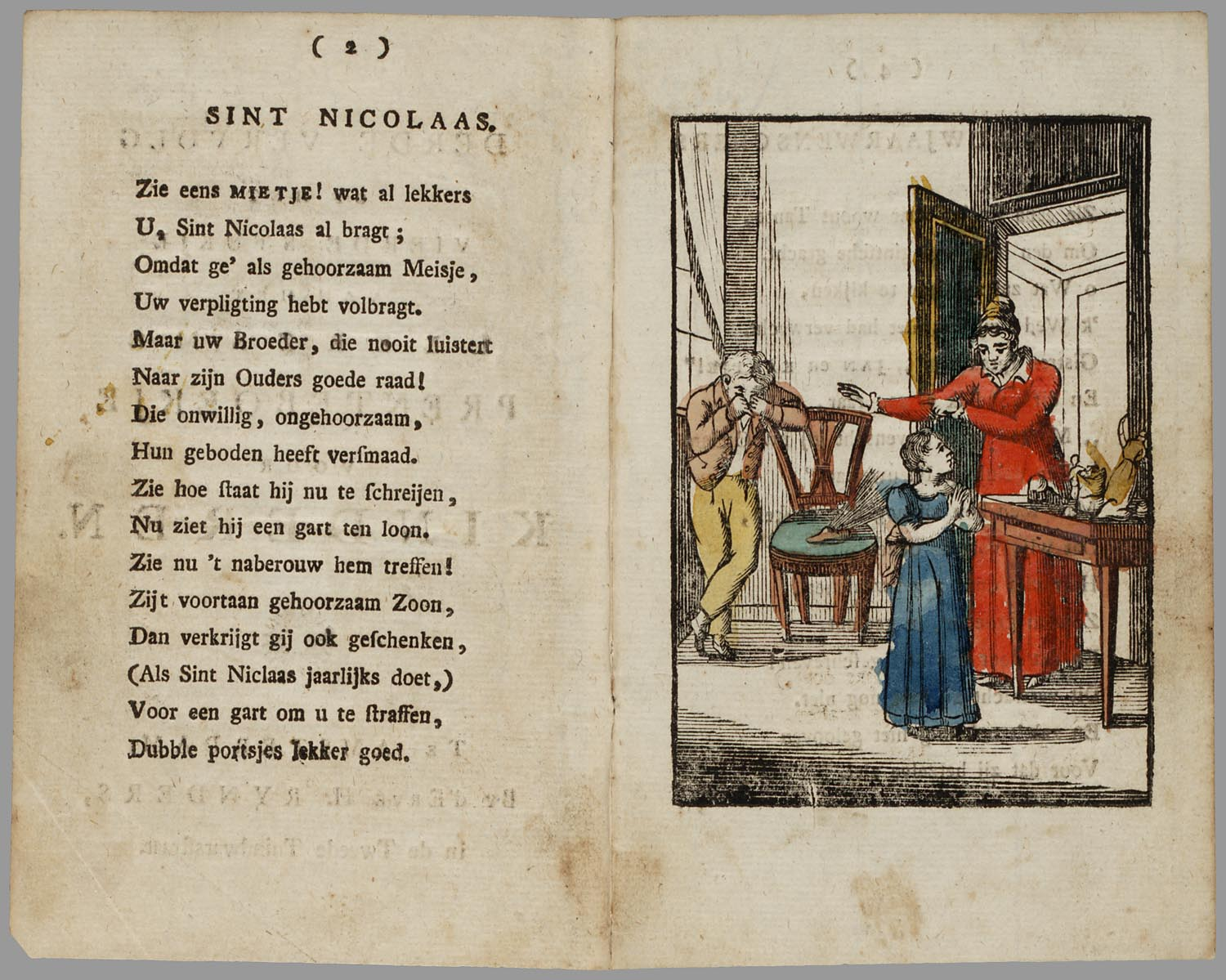
Het brave meisje krijgt lekkers en de ongehoorzame jongen een gard (roe); Het leerzame prenteboekje voor kinderen, ca. 1810

De tuchtroede is in het Westen in onbruik geraakt (meestal zoals lijfstraffen in het algemeen), al heeft dat op het eiland Man geduurd tot de jaren 1970. Ze leeft in onze huidige maatschappij onder meer voort in uitdrukkingen. 

### Symbool voor de vruchtbaarheid
Oorspronkelijk stonden de berk en dus ook de twijgen van deze boom symbool voor vruchtbaarheid en nieuw leven. Tot in de eerste helft van de 20e eeuw was in sommige streken binnen agrarische gemeenschappen gebruikelijk om zowel vrouwen en kinderen als het vee te slaan met berkentwijgen, zodat de levenssappen van de boom werden overgedragen. Van oudsher waren het sjamanen die dit deden.

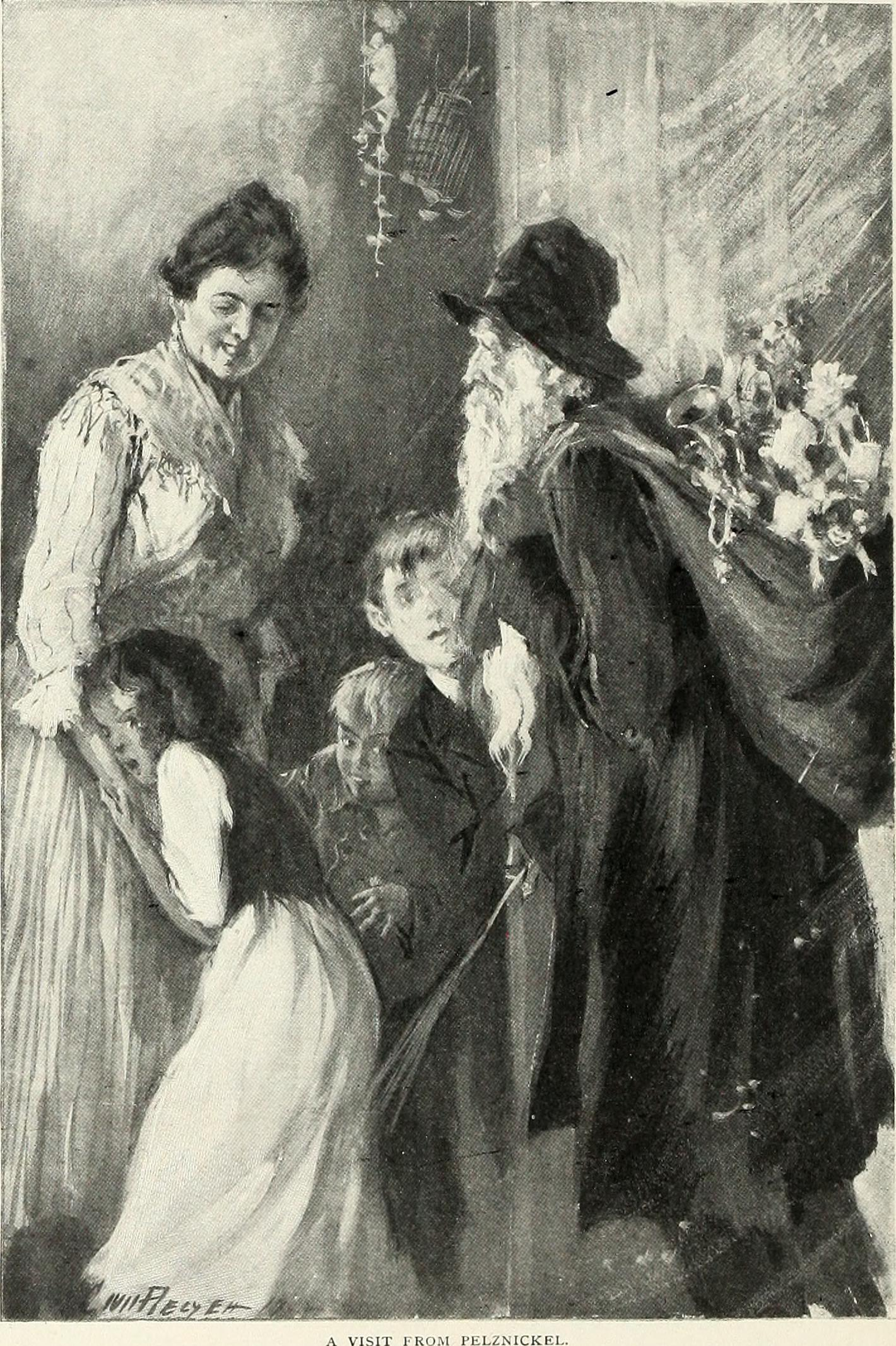
Sinterklaas met roede

### In het Sinterklaasfeest
Ook geldt de tuchtroede traditioneel als attribuut van Piet en Père Fouettard, al komt ze in het moderne Sinterklaasfeest zoals dat in Nederland en België wordt gevierd vrijwel nooit meer voor. In vroeger tijden werd aan brave kinderen lekkers gegeven, terwijl ondeugende kinderen − vaak jongens −  een gard of roe kregen. De teksten van enkele Sinterklaasliedjes herinneren hier nog aan:
Wie zoet is krijgt lekkers, wie stout is de roe.
Vol verwachting klopt ons hart, wie de koek krijgt, wie de gard.
Oorspronkelijk speelde de roe echter ook binnen de Sinterklaastraditie geen rol als strafwerktuig. Het was een teken om aan te geven dat een kind het Sinterklaasfeest ontgroeid was en dus op weg was naar de volwassenheid; een kind dat een bepaalde leeftijd had bereikt, kreeg geen geschenken meer maar de roe. De betekenis van de roe als instrument om te straffen kwam op aan het eind van de 18e en het begin van de 19e eeuw, toen het opvoedingselement in de Sinterklaastraditie steeds meer centraal kwam te staan. Sinds halverwege de 20e eeuw is de roe weer helemaal naar de achtergrond verdwenen.
Ook tijdens Lupercalia speelt het geselen een rol.

## Spitsroede(n)
Spitsroede betekent oorspronkelijk een (al dan niet meervoudige) lange, spitse roede, maar wordt haast enkel gebruikt in de uitdrukking spitsroeden lopen, een oude militaire straf waarbij de veroordeelde met ontbloot bovenlijf één of meerdere malen door een dubbele haag van medesoldaten moet (in oorsprong was de idee dat het korps zo gezamenlijk straft wie ertegen zondigt, zoals door diefstal, lafheid of wachtverlet) die allemaal met een (spits)roede zijn onbeschermde rug striemen. Er bestonden ook varianten, zoals bij de cavalerie met sporen; soms (mogelijk als variant op het Antiek Romeins fustuarium) ging de straf zelfs door tot de dood erop volgde.